# Tibia (Gliederfüßer)

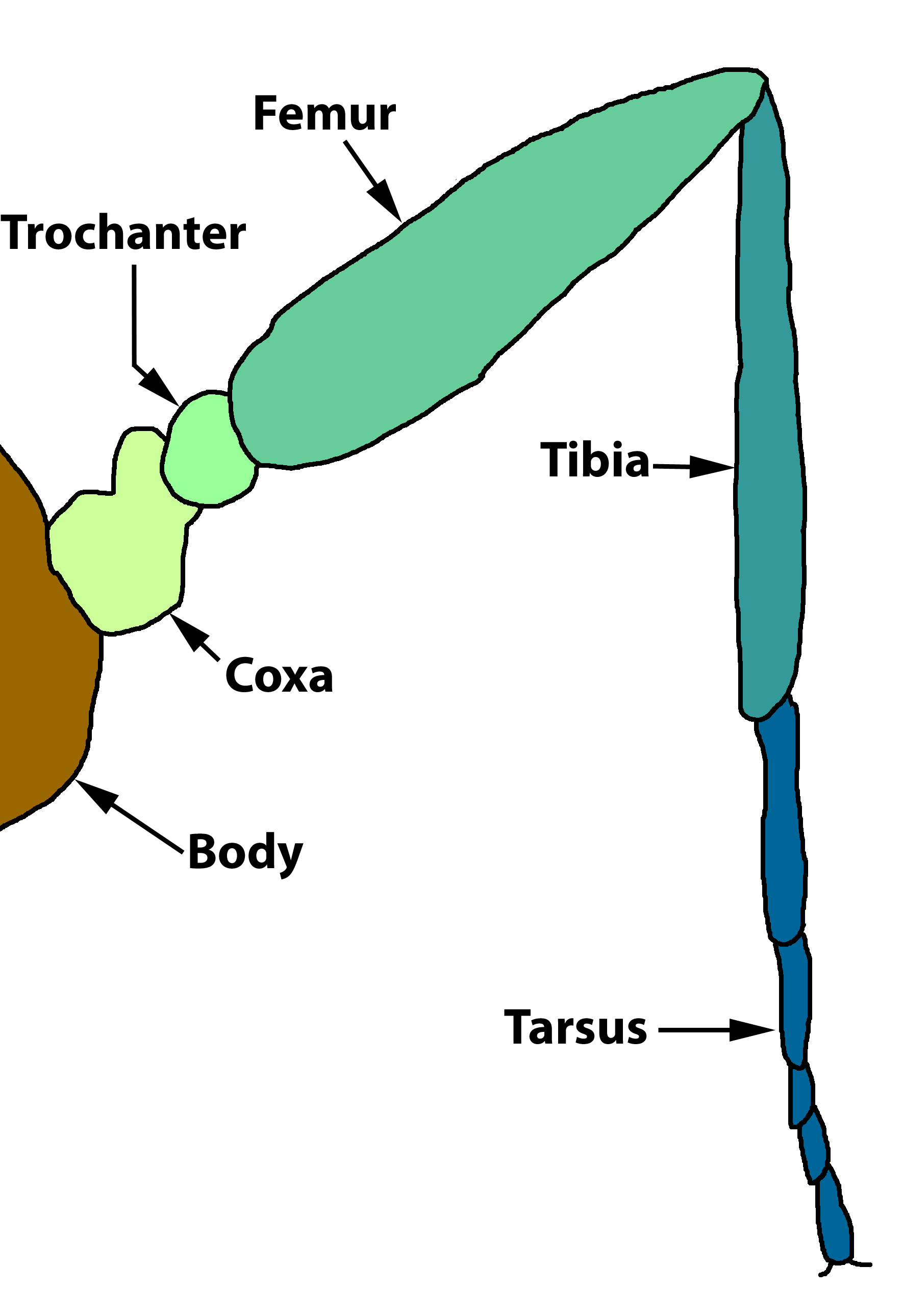
Insektenbein: Die Tibia ist das vierte Glied des Beines

Die Tibia oder Schiene ist ein Teil des Beines der Gliederfüßer. 
Im Laufe der Evolution spezialisierten sich die Beine und damit ihre Teile. Die ausgestorbenen Trilobiten besaßen bereits viele und reich gegliederte Beine, deren Glieder weitgehend gleich aussahen. Für Beine, die auf die Fortbewegung auf dem Land spezialisiert sind, ist evident, dass sie einige funktionelle Gemeinsamkeiten haben müssen. Ein Teil des Beines muss den sicheren Kontakt mit dem Untergrund gewährleisten. Relativ lange Glieder müssen durch abwechselndes Beugen und Strecken ein Weiterbewegen des Körpers ermöglichen. Die Beine müssen in den Körper eingelenkt sein. Beim Insektenbein zeigt sich eine gewisse Analogie zum Bau des menschlichen Beines, weshalb die Bezeichnungen Fuß, Schiene (Unterschenkel), Schenkel (Oberschenkel) und Hüfte bzw. ihre lateinischen Entsprechungen naheliegend waren. Die Insektenbeine sind aber nicht mit den Beingliedern der Wirbeltiere zu homologisieren. Damit wird die Tibia nur noch ein Name für ein bestimmtes Glied des Beines der Gliederfüßer. Beispielsweise liegt beim Spinnenbein die Tibia zwischen Metatarsus und Patella, aber alle drei Glieder sind in Bau und Funktion gleich.
Bei Insekten werden besonders dicke Chitinborsten (Stacheln) an den Tibien als Sporne bezeichnet. Sie dienen als Putzsporne oder Sprunghilfen. Bei manchen Insektenordnungen, zum Beispiel den Köcherfliegen, sind sie wichtige Bestimmungsmerkmale.